# Landmannalaugar

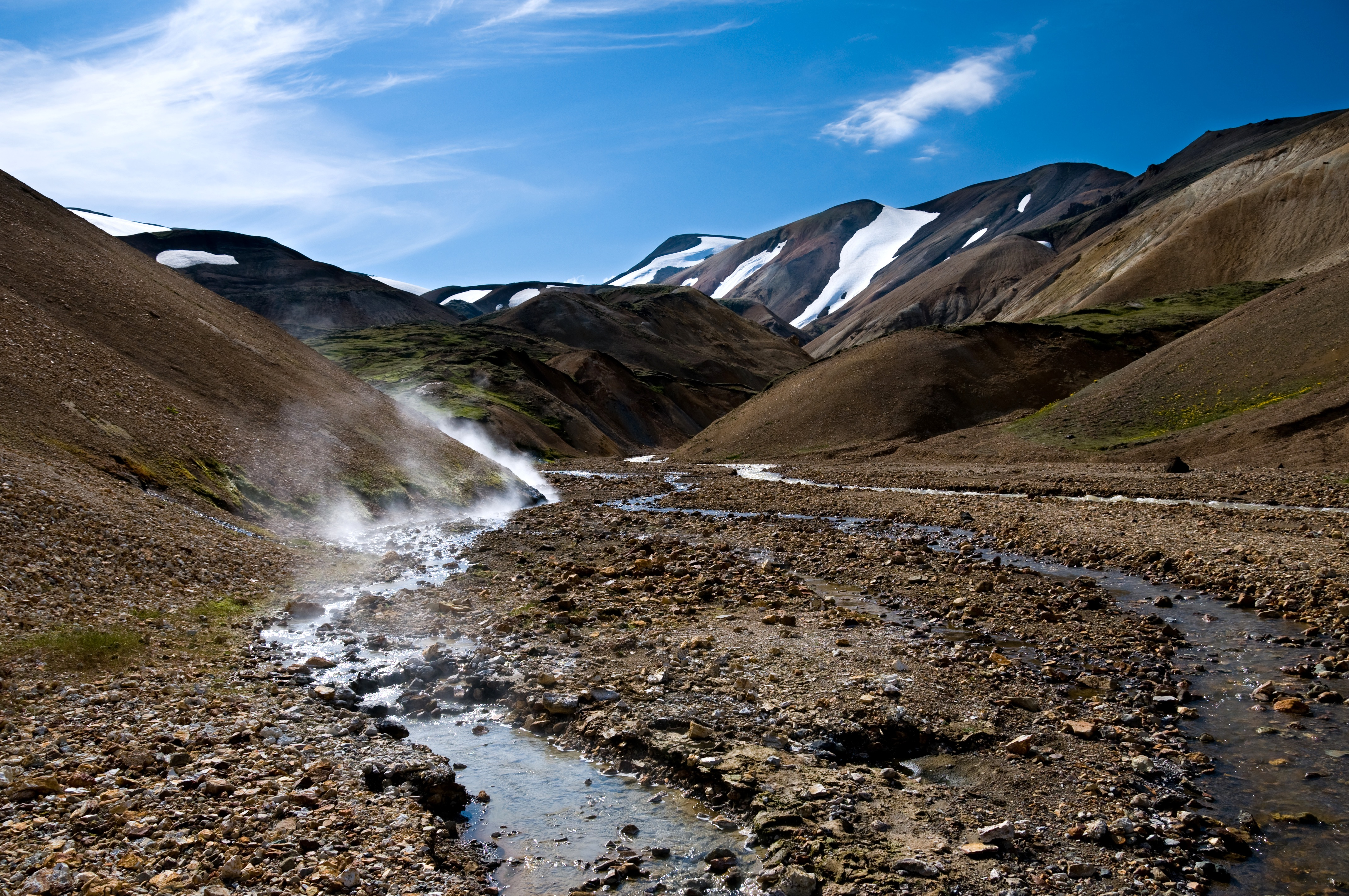
El pic Háalda vista des de Vondugil. La fotografia està captada a pocs kilòmetres de la zona d'acampada

Landmannalaugar (pronunciació islandesa: [ˈlan̥tmanːaˌløiɣar̥] les piscines de la gent) és una regió propera al volcà Hekla al sud de les terres altes d'Islàndia, a la Reserva Natural Fjallabak
L'àrea de Landmannalaugar és un popular destí turístic i centre de senderisme a les terres altes d'Islàndia. L'àrea presenta una sèrie d'elements geològics inusuals, com les muntanyes multicolors de riolita i extensos camps de lava. Les moltes muntanyes al voltant mostren un ampli espectre de colors incloent el marró rosat, verd, groc, blau, morat, negre i blanc.
Dues de les muntanyes més populars entre els excursionistes són el pic Bláhnjúkur (que significa 'pic blau') i el pic Brennisteinsalda (que significa 'onada de sofre').
Els turistes visiten la zona des de juny fins a finals de setembre, durant la resta de l'any qualselvol camí d'accés roman tancat.
Hi trobem un refugi de muntanya, en funcionament des de 1951, amb una capacitat per a 78 persones.

## Rutes
Dos camins condueixen a Landmannalaugar. A través d'un d'ells es pot accedir en turisme, encara que el camí és dur (pedres de la mida de punys són freqüents).
La ruta més fàcil cap a Landmannalaugar és prendre la carretera 30 (Road 30) des de la carretera principal, creuar la presa hidroelèctrica Sultartangi, a continuació, F208 i just abans d'arribar a Landmannalaugar, fent un gir a la dreta agafar la F224. A la carretera 26 també es pot accedir directament des de la carreter principal (Rd.1). Una mica abans d'arribar a la petita localitat de Hella, travessant terrenys de conreu típics d'Islàndia.